# 대원미디어
대원미디어 주식회사(영어: DAEWONMEDIA Co., Ltd)는 대한민국의 애니메이션 제작 및 배급 회사이다.

## 역사
1973년, 정욱에 의해 개인기업 원프로덕션으로 설립되어 1974년에 대원프로덕션으로 상호변경하였다. 1977년, 회사 형태를 법인화하여 대원동화 주식회사를 설립하였다. 도에이 동화와 기술제휴 및 OEM 수출계약을 체결 한 이후 《은하철도 999》, 《캔디 캔디》 등의 애니메이션을 하청 제작하였다. 1987년, 최초의 텔레비전 애니메이션 《떠돌이 까치》를 제작했다. 1988년, 《달려라 하니》를 시작으로 본격적으로 텔레비전 애니메이션을 제작한다.
1991년에 만화 잡지 《소년챔프》를 창간했다. 1992년, 출판사업부를 도서출판 대원(현: 대원씨아이)으로 분사시킨다. 1995년, 학산문화사를 설립하였다.
2000년, 대원씨앤에이홀딩스㈜(Daiwon C&A Holdings)로 사명을 변경했다.
2001년에는 대원방송, 2005년에는 챔프비전을 설립하여, 애니메이션 전문 채널 애니원, 챔프TV, 애니박스 3개의 채널을 보유하게 되었다.
2007년 3월, 대원미디어㈜로 사명을 변경했다. 2007년에는 한국닌텐도의 닌텐도 DSL 유통을 시작으로 대원게임을 설립하였고, 2009년에는 대원디에스티를 설립하였다.
현재는 애니메이션을 수입, 기획, 제작, 수출하고 있으며, 코스닥에 등록되어 있다. 1980년대 중반부터 출판제조와 완구제조에 진출하여 《유희왕》이나 《강철의 연금술사 게임》, 《포켓몬스터》, 《디지몬 어드벤처》 등의 트레이딩 카드 게임 분야에서도 사업을 진행하였다. 《포켓몬스터 스페셜》, 《디지몬 어드벤처》 등 만화책 분야에서도 사업을 진행하였다. 일본 닌텐도의 게임보이, 게임큐브, 닌텐도 DS와 반다이남코 코리아, 대원키즈, 애니랜드의 유명 브랜드의 완구와 애니메이션을 발매하였다.
《포켓몬스터》 관련 사업은 포켓몬코리아(Pokemon Korea Inc.)로 이전하였다.

## 계열사
- 대원씨아이
  - 해담이엔티
- 대원방송
- 스토리작
- 스튜디오무직
- 북경가성문화산업발전유한공사

## 제작 애니메이션

### KBS
- 떠돌이 까치
- 달려라 하니 후임, 달려라 하니:나쁜계집에(외주제작)
- 까치의 날개
- 천방지축 하니
- 영심이
- 지구는 초록별
- 마법사의 아들 코리
- 사랑의 학교
- 두치와 뿌꾸
- 녹색전차 해모수
- 로보짱 큐빅스
- 동글동글 짝짝
- 아이언 키드
- 시간여행자 루크

### 외주제작
- 빠뿌야 놀자 위브 동우에이앤이, 대원미디어, 세가 사미 홀딩스 제작
- 세일러문
- 디지몬
- 원피스

### 드라마
- 지구용사 벡터맨
- 수호전사 맥스맨

### 대원 외주제작
- 도라에몽
- 프리큐어
- 못말리는 3공주
- 칙칙폭폭 처깅턴

### MBC
- 달려라 호돌이

### SBS
- 범퍼킹 재퍼
- 큐빅스
- 마법의 별 매지네이션
- 윙스 프렌즈

### 외주 제작
- 포켓몬스터
- 방가방가 햄토리
- 미르모 퐁퐁퐁
- 드래곤볼
- 카드캡터 체리

### 드라마
- 아머드사우루스

### 투니버스
- 오! 나의 여신님

### EBS
- 뚜바뚜바 눈보리
- GON

### 드라마 외주제작
- 파워레인저
- 가면라이더 시리즈

### 대원 영화 제작 배급
- 스파크맨
- 영구와 땡칠이 1탄 ~ 4탄

### 유통
- 드래곤 빌리지

## 대원미디어&반다이남코 코리아의 슈퍼히어로의 연대학
| 평년          | 가면라이더(Kamen Rider) (다크히어로)(SFX 드라마) | 파워레인저(Power Rangers) (레인보히어로군단&자이언트로봇)(SFX 드라마) | 프리큐어(Pretty Cure) (마법소녀)(애니메이션) |
| 2000년대      | | | |
| 2004년 (1기)  | | 파워레인저 다이노썬더 (Power Rangers Dino Thunder) (2004년 7월 23일 첫방송) (주제: 공룡) (화수: 전50화) (색: ⬤) (악의 조직: 사명체 에볼리안)                                  | |
| 2005년 (2기)  | 가면라이더 드래건 (Kamen Rider Dragon) (2005년 1월 14일 첫방송) (주제: 동물&트레이딩 카드) (화수: 전50화) (라이더 인원: 15명) (몬스터: 미러 몬스터)         | 파워레인저 S.P.D (Power Rangers S.P.D) (2005년 7월 첫방송) (주제: 경찰) (화수: 전50화(총100화)) (색: ⬤) (악의 조직: 우주범죄인 아리에나이저)                                  | |
| 2006년 (3기)  | 가면라이더 파이즈 (Kamen Rider Faiz) (2006년 2월 24일 첫방송) (주제: 전자공학) (화수: 전50화(총100화)) (라이더 인원: 5명) (몬스터: 올페노크)                | 파워레인저 매직포스 (Power Rangers Magic Force) (2006년 7월 첫방송) (주제: 마법&신화) (화수: 전49화(총149화)) (색: ⬤) (악의 조직: 지저명부 인페르시아)                        | 빛의 전사 프리큐어 (Pretty Cure) (2005년 12월 5일 첫방송) (주제: 음양) (화수: 전49화) (색: ⬤) (악의 조직: 데블존)                                     |
| 2007년 (4기)  | 가면라이더 블레이드 (Kamen Rider Blade) (2007년 1월 19일 첫방송) (주제: 플레잉카드) (화수: 전49화(총149화)) (라이더 인원: 7명) (몬스터: 언데드)             | 파워레인저 트레저포스 (Power Rangers Treasure Force) (2007년 7월 첫방송) (주제: 트레져헌팅&자동차) (화수: 전49화(총198화)) (색: ⬤) (악의 조직: 네거티브 신디케이트)           | 프리큐어 Max Heart (Pretty Cure Max Heart) (2007년 7월 첫방송) (주제: 음양) (화수: 전47화(총96화)) (색: ⬤) (악의 조직: 데블존)                        |
| 2008년 (5기)  | 가면라이더 가부토 (Kamen Rider Kabuto) (2008년 1월 1일 첫방송) (주제: 곤충) (화수: 전49화(총198화)) (라이더 인원: 11명) (몬스터: 웜)                        | 파워레인저 와일드스피릿 (Power Rangers Wild Spirits) (2008년 7월 14일 첫방송) (주제: 동물&격투기) (화수: 전49화(총247화)) (색: ⬤) (악의 조직: 마수권법 아크가타)              | 프리큐어 Splash Star (Pretty Cure Splash Star) (2008년 10월 1일 첫방송) (주제: 스포츠) (화수: 전49화(총145화)) (색: ⬤) (악의 조직: 다크폴)            |
| 2009년 (6기)  | 가면라이더 덴오 (Kamen Rider Den-O) (2009년 1월 5일 첫방송) (주제: 기관차&시간여행) (화수: 전49화(총247화)) (라이더 인원: 3명) (몬스터: 이매진)             | 파워레인저 엔진포스 (Power Rangers Engine Force) (2009년 7월 20일 첫방송) (주제: 동물&자동차) (화수: 전50화(총297화)) (색: ⬤) (악의 조직: 기계족 가이아크)                    | Yes! 프리큐어5 (Yes! Pretty Cure 5) (2009년 7월 20일 첫방송) (주제: 나비) (화수: 전49화(총194화)) (색: ⬤) (악의 조직: 나이트메어)                     |
| 2010년대      | | | |
| 2010년 (7기)  | 가면라이더 키바 (Kamen Rider Kiva) (2010년 1월 4일 첫방송) (주제: 흡혈귀) (화수: 전48화(총295화)) (라이더 인원: 6명) (몬스터: 팡가이어)                     | 파워레인저 정글포스 (Power Rangers Jungle Force) (2010년 7월 19일 첫방송) (주제: 동물) (화수: 전51화(총348화)) (색: ⬤) (악의 조직: 도깨비족 오르그)                           | Yes! 프리큐어5 GoGo! (Yes! Pretty Cure 5 GoGo!) (2010년 7월 19일 첫방송) (주제: 나비&장미) (화수: 전48화(총242화)) (색: ⬤) (악의 조직: 이터널 뮤지엄) |
| 2011년 (8기)  | 가면라이더 디케이드 (Kamen Rider Decade) (2011년 1월 3일 첫방송) (주제: 트레이딩 카드) (화수: 전31화(총326화)) (라이더 인원: 2명) (몬스터: 평행우주 몬스터) | 파워레인저 미라클포스 (Power Rangers Miracle Force) (2011년 7월 18일 첫방송) (주제: 동물&천사&트레이딩 카드) (화수: 전50화(총398화)) (색: ⬤) (악의 조직: 브라지라 신디케이트) | 후레쉬 프리큐어! (Fresh Pretty Cure!) (2011년 7월 18일 첫방송) (주제: 열매) (화수: 전50화(총292화)) (색: ⬤) (악의 조직: 기술의 국가 라비린스)         |
| 2012년 (9기)  | 가면라이더 더블 (Kamen Rider Double) (2012년 1월 2일 첫방송) (주제: 전자공학) (화수: 전49화(총375화))) (라이더 인원: 4명) (몬스터: 도판트)                  | 파워레인저 캡틴포스 (Power Rangers Captain Force) (2012년 7월 16일 첫방송) (주제: 해적) (화수: 전51화(총449화)) (색: ⬤) (악의 조직: 우주제국 잔갸크)                          | 하트캐치 프리큐어! (Heartcatch Pretty Cure!) (2012년 7월 16일 첫방송) (주제: 꽃) (화수: 전49화(총341화)) (색: ⬤) (악의 조직: 사막의 사도)             |
| 2013년 (10기) | 가면라이더 오즈 (Kamen Rider OOO) (2013년 1월 21일 첫방송) (주제: 동물) (화수: 전48화(총423화)) (라이더 인원: 2명) (몬스터: 그리드&야미)                    | 파워레인저 고버스터즈 (Power Rangers Go-Busters) (2013년 7월 19일 첫방송) (주제: 동물&비밀요원&자동차) (화수: 전50화(총499화)) (색: ⬤) (악의 조직: VAGLASS)                   | 스위트 프리큐어♪ (Suite Pretty Cure♪) (2013년 7월 19일 첫방송) (주제: 음악) (화수: 전48화(총389화)) (색: ⬤) (악의 조직: 마이너랜드)                   |
| 2014년 (11기) | 가면라이더 포제 (Kamen Rider Fourze) (2014년 1월 2일 첫방송) (주제: 우주) (화수: 전48화(총471화)) (라이더 인원: 3명) (몬스터: 호로스콥스&조디아츠)          | 파워레인저 다이노포스 (Power Rangers Dino Force) (2014년 7월 7일 첫방송) (주제: 공룡) (화수: 전48화(총547화)) (색: ⬤) (악의 조직: 데보스 군)                                  | 스마일 프리큐어! (Smile Pretty Cure!) (2014년 7월 21일 첫방송) (주제: 동화) (화수: 전48화(총437화)) (색: ⬤) (악의 조직: 배드엔드 왕국)                |
| 2015년 (12기) | 가면라이더 위자드 (Kamen Rider Wizard) (2015년 1월 1일 첫방송) (주제: 마법) (화수: 전53화(총524화)) (라이더 인원: 7명) (몬스터: 팬텀)                       | 파워레인저 트레인포스 (Power Rangers Train Force) (2015년 7월 6일 첫방송) (주제: 기관차) (화수: 전47화(총594화)) (색: ⬤) (악의 조직: 섀도우 라인)                             | |
| 2016년 (13기) | 가면라이더 드라이브 (Kamen Rider Drive) (2016년 1월 11일 첫방송) (주제: 자동차) (화수: 전48화(총572화)) (라이더 인원: 5명) (몬스터: 로이뮤드)               | 파워레인저 닌자포스 (Power Rangers Ninja Force) (2016년 7월 방영 예정) (주제: 닌자) (화수:전47화(총641화)) (색: ⬤) (악의 조직: 아깨비 군단)                                   | 두근두근! 프리큐어 (Doki-Doki! Pretty Cure) (2016년 7월 첫방송) (주제: 플레잉카드) (화수: 전49화(총486화)) (색: ⬤) (악의 조직: 지코츄)                |

## 관련 인물
- 정욱
- 김대중
- 함욱호
- 안현동
- 황정렬
- 홍재호
- 박설형
- 김주인
- 심상일

## 같이 보기
- 도에이 애니메이션
- 아이코닉스
- 스튜디오 카브 (폐지)
- 옐로우필름
- 조이스퀘어
- 앤캐릭
- 손오공
- 세영동화
- 한호흥업
- 동양동화
- 포켓몬코리아

### 회사
- 대원미디어(주) 홈페이지(DAEWON MEDIA)
- 애니랜드 홈페이지
- 도서출판 대원씨아이 홈페이지
- 학산 문화사 홈페이지
- 대원 게임 홈페이지
- https://www.anionetv.com/
- https://www.aniboxtv.com/
- 대원 DST 홈페이지
- 대원미디어㈜ 게임사업본부 홈페이지
- 오늘닷컴 만화/애니메이션 포탈 서비스

### 브랜드
- 유희왕 듀얼몬스터즈 홈페이지
- 미르모 퐁퐁퐁 홈페이지
- 프리큐어 홈페이지
- 못말리는 3공주 홈페이지